# تود باري
تود باري (بالإنجليزية: Todd Barry)‏ مواليد 26 مارس 1964 في ذا برونكس، هو كوميدي وممثل أمريكي.

## الأعمال

### مسلسلات
- شارع السمسم
- لاري ساندريس شو
- الجنس والمدينة
- لوي
- برغر بوب
- سيد اللاشيء

## روابط خارجية
- تود باري على موقع IMDb (الإنجليزية)
- تود باري على موقع روتن توميتوز (الإنجليزية)
- تود باري على موقع ألو سيني (الفرنسية)
- تود باري على موقع ميوزك برينز (الإنجليزية)
- تود باري على موقع أول موفي (الإنجليزية)
- تود باري على موقع قاعدة بيانات الأفلام السويدية (السويدية)
- تود باري على موقع إن إن دي بي (الإنجليزية)
- تود باري على موقع أول ميوزيك (الإنجليزية)
- تود باري على موقع ديسكوغز (الإنجليزية)
- تود باري على موقع قاعدة بيانات الفيلم (الإنجليزية)